# Lipophaga
Genre
Synonymes
- Pseudoblossia Kraepelin, 1908

Lipophaga est un genre de solifuges de la famille des Gylippidae.

## Distribution
Les espèces de ce genre se rencontrent en Afrique du Sud et en Namibie.

## Liste des espèces
Selon Solifuges of the World (version 1.0) :
- Lipophaga kraepelini Roewer, 1933
- Lipophaga schultzei (Kraepelin, 1908)
- Lipophaga trispinosa Purcell, 1903

## Publication originale
- Purcell, 1903 : Descriptions of new genera and species of South Africa. Annals of the South African Museum, vol. 3, no 1, p. 1-12 (texte intégral).